# Brachypremna subevanescens
Brachypremna subevanescens är en tvåvingeart som beskrevs av Alexander 1962. Brachypremna subevanescens ingår i släktet Brachypremna och familjen storharkrankar.
Artens utbredningsområde är Bolivia. Inga underarter finns listade i Catalogue of Life.